# Erora
Erora là một chi bướm ngày thuộc họ Lycaenidae.

## Hình ảnh

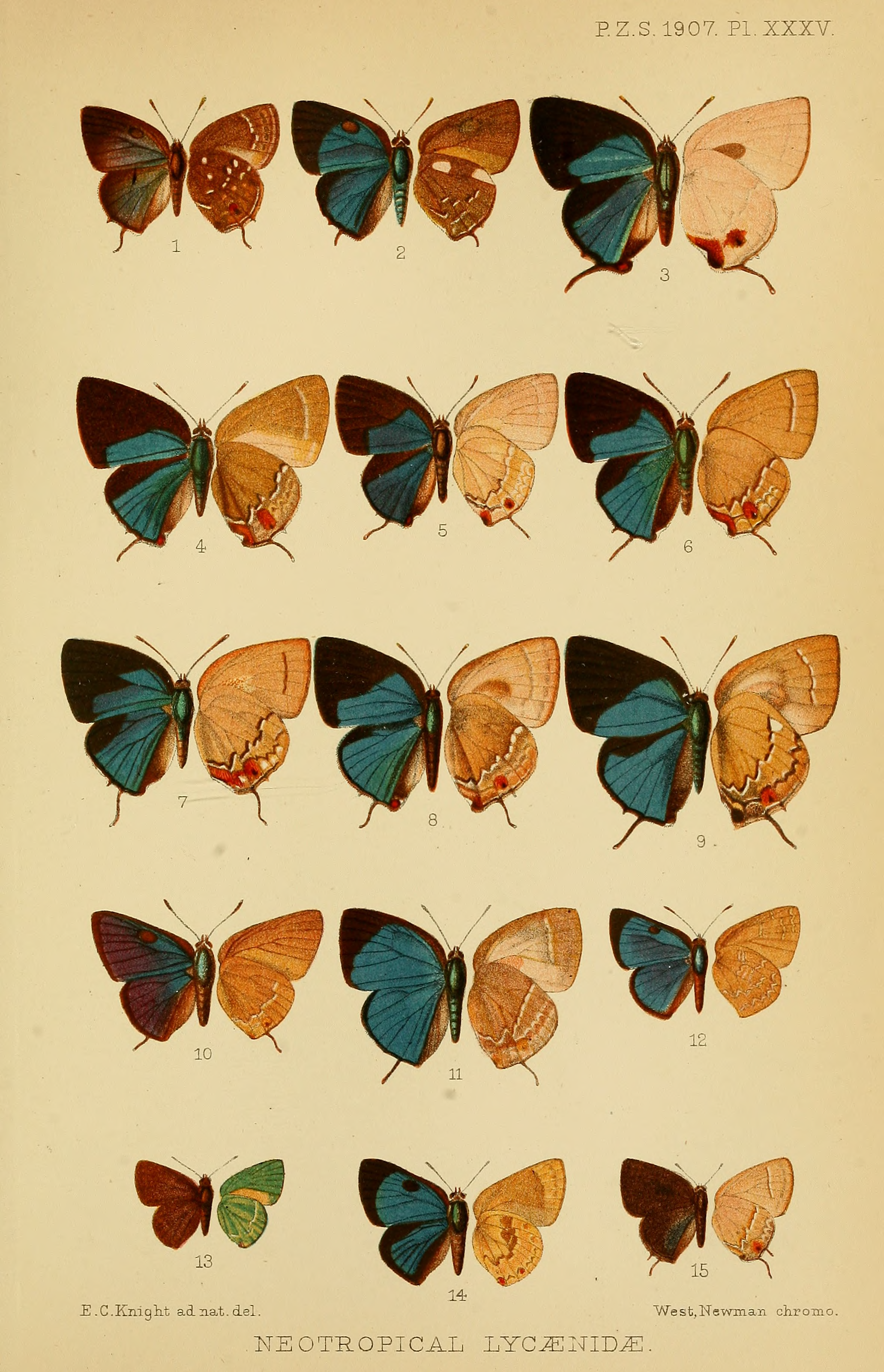
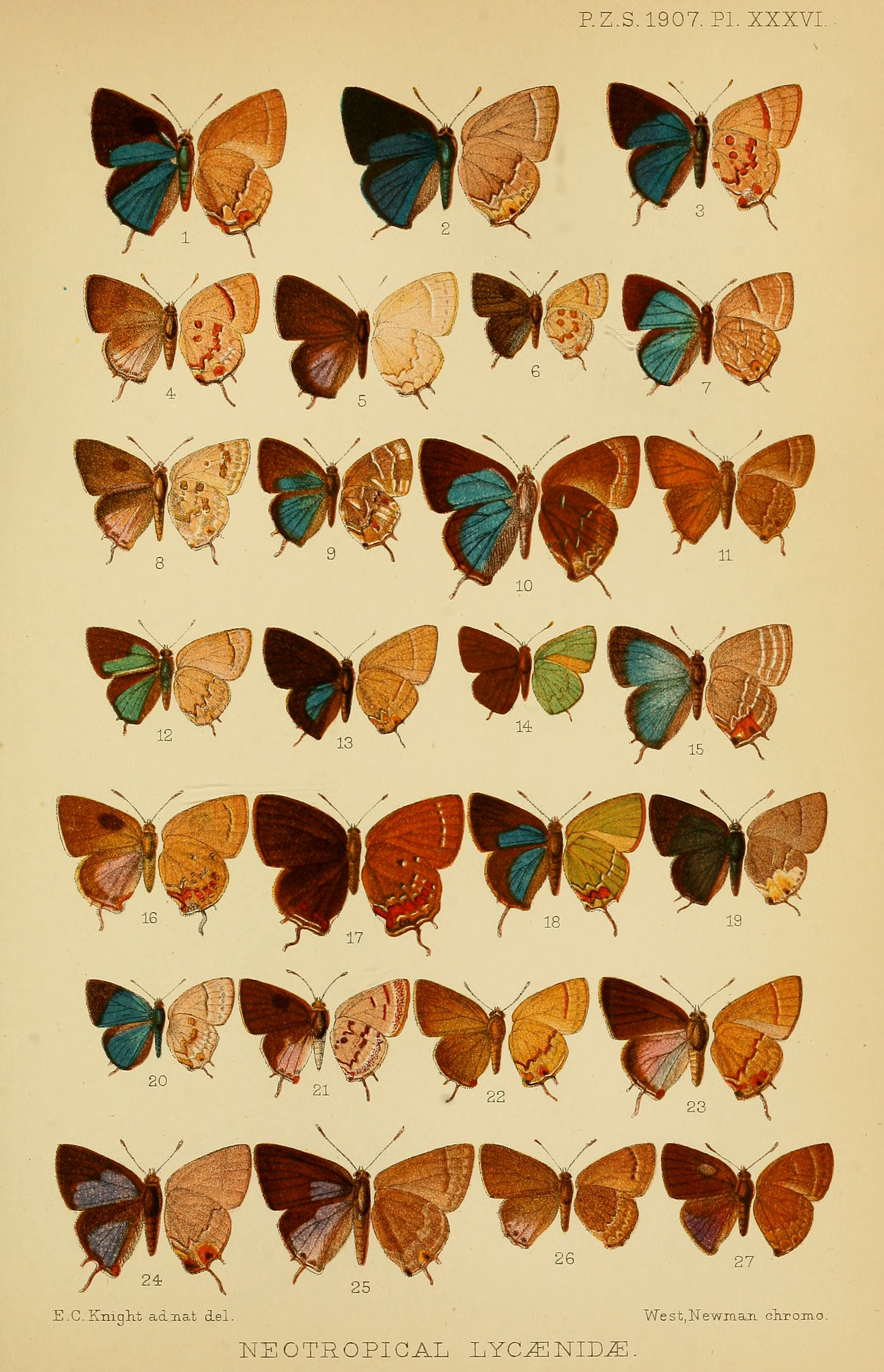

## Các loài
- Erora clothilde
- Erora gillottae
- Erora laeta
- Erora quaderna
- Erora sanfordi